# Pycnarmon idalis
Pycnarmon idalis là một loài bướm đêm trong họ Crambidae.